# Georgetown (condado de Randolph)
Georgetown es un área no incorporada ubicada en el condado de Randolph en el estado estadounidense de Indiana.

## Geografía
Georgetown se encuentra ubicada en las coordenadas 40°10′15″N 85°7′45″O / 40.17083, -85.12917.